# مليك رياح
مليك رياح (20 سبتمبر 1992 بتيزي وزو في الجزائر - ) هو لاعب كرة قدم جزائري في مركز الوسط.

## روابط خارجية
- مليك رياح على موقع قاعدة بيانات كرة القدم.إي يو (الإنجليزية)
- مليك رياح على موقع Soccerway.com (الإنجليزية)